# 2024年SCO首脳会議
2024年SCO首脳会議（英: 2024 Astana SCO summit、中: 2024年上海合作组织阿斯塔纳峰会）は、2024年7月3日から7月4日にカザフスタンのアスタナで開催された、上海協力機構の国家元首による第24回首脳会議。

## 議題
サミットでは「アスタナ宣言」が採択され、安全保障、テロ対策、過激主義（三悪）への対応、麻薬対策などに重点が置かれた。これまで上海協力機構のオブザーバー国であり、2022年首脳会議で正式加盟を申請していたベラルーシが新たに加わり、10か国体制となった。

## 参加者

### 加盟国
- ベラルーシ - アレクサンドル・ルカシェンコ大統領
- 中国 - 習近平総書記
- インド - スブラマニヤム・ジャイシャンカル外務大臣
- イラン - マスウード・ペゼシュキヤーン大統領
- カザフスタン - カシムジョマルト・トカエフ大統領
- キルギス - サディル・ジャパロフ大統領
- パキスタン - シャバーズ・シャリフ首相
- ロシア - ウラジーミル・プーチン大統領
- タジキスタン - エモマリ・ラフモン大統領
- ウズベキスタン - シャフカト・ミルジヨエフ大統領

### オブザーバー
- モンゴル - ウフナーギーン・フレルスフ大統領

### ゲスト
- アゼルバイジャン - イルハム・アリエフ大統領
- カタール - タミーム・ビン・ハマド・アール＝サーニー首長
- トルコ - レジェップ・タイイップ・エルドアン大統領
- トルクメニスタン - グルバングル・ベルディムハメドフ人民評議会議長
- アラブ首長国連邦 - サウード・ビン・サクル・アル＝カースィミー（英語版）首長

### 国際機関
- 国際連合 - アントニオ・グテーレス国連事務総長